# Східняк (фільм)
«Східняк» (робочі назви «Роад муві мілітарі» та «Рокада») — український дебютний художній фільм режисера Енді Іва. Сюжет фільму базовано на реальних подіях під час Російсько-української війни (з 2014 року).
Міжнародна прем'єра стрічки відбулася 15 липня 2019 року на ОМКФ 2019. У обмежений кінопрокат в Україні стрічка вийшла 20 серпня 2020 року

## Сюжет
Позивний головного героя — «Борода». Він невгамовний оптиміст та здатен розв'язати будь-яке питання. Ось і цього разу, він — перший, коли треба вирушити до штабу, щоб «вибити» необхідне для забезпечення свого підрозділу. У напарники Борода бере з собою молодого новачка, якого кличуть «Режисер». Разом їм доведеться їхати крізь блокпости, прифронтові міста й села, зустрічатись із військовими й цивільними, потрапляючи у різні халепи.

## У ролях
Прототипом вояка на прізвисько «Режисер» став сам режисер Андрій Іванюк.. 
- Богдан Бенюк — Барада
- Анатолій Максим'юк — Ріжісьор
- Катерина Степанкова — Льоля
- Максим Донець — Взводний
- Сергій Солопай — Юрєц
- Володимир Осадчий — Віталік
- Альбіна Сотнікова — подруга Льолі
- Іван Майстренко — Іван-охоронець
- Олена Шляк — Катюха

## Кошторис
Проєкт фільму з робочою назвою Роад муві мілітарі переміг на 10-му пітчингу Держкіно у 2017 році; тоді під час пітчингу творці оцінювали свій кошторис у ₴11.7 млн, а у Держкіно просили ₴11.0 млн. Кінцевий кошторис стрічки став трохи меншим від заявленого й склав ₴10.1 млн, з яких держава в особі Держкіно оплатила 99 % кошторису (₴9.8 млн).

## Фільмування
Фільмування розпочалося у липні 2018 року. Основна частина фільмування пройшла у Миколаївській області на полігоні Широкий лан; павільйонні знімання проводили у Києві. Фільмування тривало всього 35 днів.

## Реліз
Прем'єра фестивальної версії стрічки відбувся 15 липня 2019 року на ОМКФ-2019. Згодом 14 вересня 2019 фестивальна версія фільму також була представлена на кам'янець-подільському міжнародному кінофестивалі Бруківка-2019.
В Івано-Франківську 13 серпня 2020 року розпочався перший промотур стрічки перед основним виходом її на великий екран.
У обмежений кінопрокат в Україні кінотеатральна стрічка вийшла 20 серпня 2020 року. Різниця між фестивальною та кінотеатральною версією в основному у кількості україномовних реплік: у фестивальній версії більшість реплік були наближеною до російської мови суржиком, а для кінопрокатної версії значну кількість російськомовних реплік передублювали українською.